# Thomas Banks (Bildhauer)

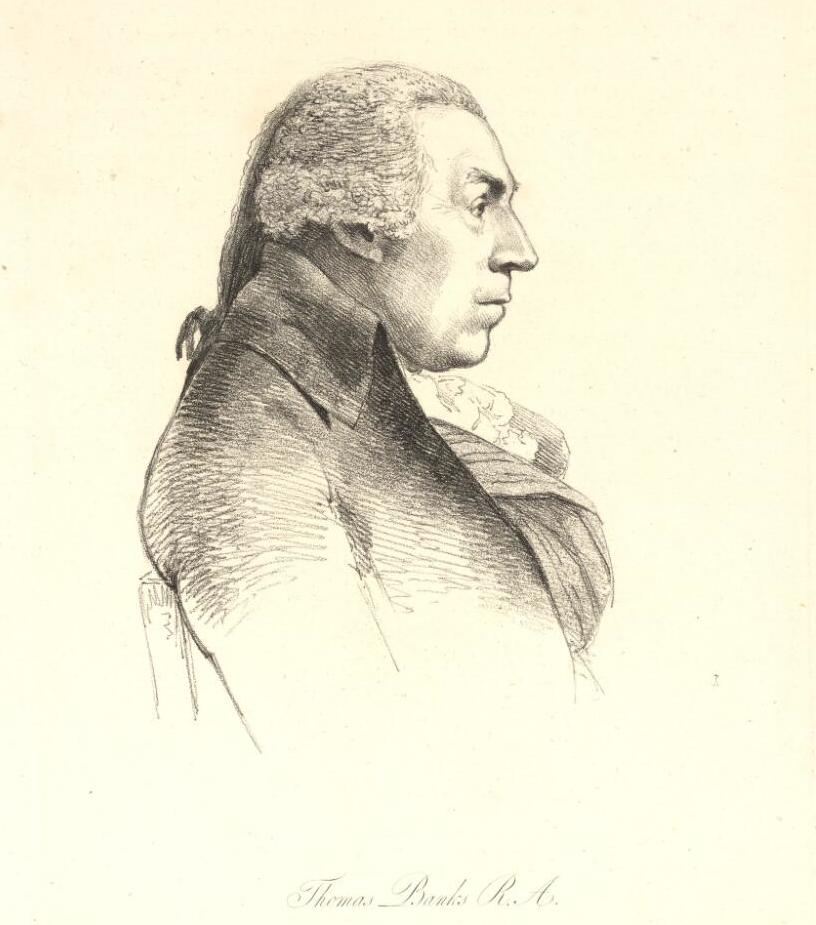
Porträt von Thomas Banks

Thomas Banks (* 29. Dezember 1735 in London; † 2. Februar 1805 ebenda) war ein englischer Bildhauer des 18. Jahrhunderts.

## Leben
Thomas Banks kam als Sohn des Landvermessers William Banks 1735 in London zur Welt. Sein Vater stand im Dienst des Duke of Beaufort. Die Schulzeit verbrachte Thomas Banks in Ross-on-Wye. Nachdem ihn sein Vater bereits im Zeichnen unterrichtet hatte, ging er von 1750 bis 1756 bei dem Londoner Holzschnitzer William Barlow in die Lehre. In seiner Freizeit beschäftigte er sich mit der Bildhauerei; die Abende verbrachte er oft im Bildhauer-Atelier von Peter Scheemakers, eines flämischen Emigranten. 

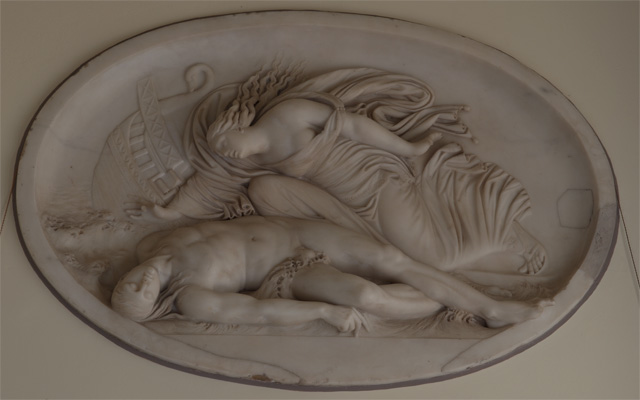
Alcyone and Ceyx Marmor-Relief, ursprünglich Parlington Hall, Aberford; gelangte nach 1905 nach Lotherton Hall.

In dieser Zeit arbeitete er auch für den Architekten William Kent. Bis 1772, als er ein Rom-Stipendium der Royal Academy of Arts antrat, hatte er bereits mehrere Kunstwerke öffentlich ausgestellt.
Als er 1779 nach England zurückkehrte, musste er feststellen, dass das Interesse an klassischer Dichtung, aus der er bislang Anregungen für seine Motive genommen hatte, nicht mehr sehr ausgeprägt war. Daraufhin verbrachte er zwei Jahre in Sankt Petersburg im Dienst Katharinas der Großen, die seine Skulptur Amor quält einen Schmetterling erwarb.
Nach der Rückkehr nach England modellierte er seine monumentale, ausdrucksstarke Skulpturengruppe Achill betrauert Briseis. 1784 wurde der zum Anwärter (Associate) der Royal Academy of Arts, 1785 zum Vollmitglied gewählt.
Thomas Banks starb am 2. Februar 1805 in London; sein Grab befindet sich in der St. Mary on Paddington Green Church. In Westminster Abbey erinnert eine Gedenktafel an den Bildhauer.